# Bhakti-Yoga
Bhakti-Yoga (Sanskrit, m., भक्ति योग, bhakti yoga) oder Bhakti Marga (Sanskrit: "Weg der Hingabe") ist im Hinduismus die Bezeichnung für den Weg der liebenden Hingabe an Gott, der meist als persönlich angesehen wird. Bhakti ist in allen Hauptrichtungen des Hinduismus, dem Vishnuismus, Shivaismus und Shaktismus, zu finden. Dabei nutzt Bhakti Gefühle als einen Weg, Gott nahezukommen oder sich mit ihm oder ihr zu vereinen. Meist setzt das eine dualistische Gottesvorstellung voraus, da man annimmt, dass Liebe ein Objekt benötige. Doch spielt Bhakti auch in der nichtdualistischen Advaita-Philosophie eine Rolle, z. B. in der Hingabe an einen Guru, der als Verkörperung Gottes angesehen wird, oder in der Form eines Ishta Devatas, d. h. einer persönlichen Gottheit, die das Absolute zum Zwecke der Anbetung verkörpert. 

## Formen der Verehrung
Die Verehrung kann viele Formen annehmen. Einige traditionelle Ausdrucksformen des Bhakti sind:
- Japa – Die Wiederholung göttlicher Namen oder Mantren in Gedanken oder in Worten.
- Kirtana – Rhythmischer Wechselgesang ebensolcher göttlicher Namen und Mantras. Dabei singt ein Sänger oder auch der Guru das Mantra vor, und die Gemeinde singt nach. Das Ganze wiederholt sich mit variierender Melodie und Worten.
- Bhajans – Das gemeinsame Singen religiöser Lieder. Der Inhalt solcher Lieder sind meist Gedichte von Heiligen wie Dnyaneshwar, Namdev, Mirabai, Kabir, Tukaram und vielen anderen.
- Pujas – religiöse Zeremonie bei der vor einer Statue oder einem Bildnis der Gottheit (oder auch eines Gurus) symbolisch Artikel wie Früchte, Reis, Licht und eine Kokosnuss dargebracht werden. Die Puja besteht normalerweise aus einer Anrufung (Avahanam) der Gottheit, sowie Lobpreisungen. Sie kann aus einem Gemisch von Sanskrit und der lokalen Sprache bestehen.
- Seva – Dienst an der Gottheit. Jede Tätigkeit kann als Dienst an der Gottheit verstanden werden und ihr innerlich dargebracht werden. Dabei sollte man gemäß der Bhagavad Gita nicht an den Früchten der Handlung haften und sich selbst nicht als den Handelnden sehen. Diese Einstellung wird auch Karma-Yoga genannt.

## Krishna-Bhakti
Die Motivation der Krishna-Verehrer (bhaktas) ist die Steigerung der Freude Gottes. Die vervollkommnete Form dieser Geisteshaltung ist aber vergleichsweise selten zu finden. Der Großteil der Verehrer bewegt sich irgendwo auf dem Weg zur transzendenten Reinheit, wo alles durch reine Liebe (prema) bestimmt wird. Daher erwähnt das Bhagavatapurana im dritten Buch die vermischte Bhakti, vermischt mit den drei gunas der materiellen Welt (prakriti).
Im Bhagavatapurana, einem zentralen Text der Krishna-Verehrer, erklärt Krishna:
Wer nichts mehr für sich haben will, der Gezügelte, der von Frieden Erfüllte, dessen Seele den Einen in allem erkennt, der in Mir nur seine Befriedigung findet, für den sind alle Weltgegenden voller Glück. Nicht wünscht er die Herrlichkeit des Schöpfers der Welt (Brahma), oder des Königs des Himmels (Indra) oder Herrschaft über alle Erde oder Gewalt über die Reiche der Unterwelt, weder Yogamacht (Siddhis) noch Befreiung (Moksha). Er wünscht nur das eine, sein ganzes Wesen Mir hinzugeben, sonst wünscht er nichts. (Bh. 11.14.13-14, zitiert aus „Die indische Gottesliebe“ von Walther Eidlitz)
Das Singen oder Sprechen (kirtana) der Namen Gottes wird von allen vier Hauptschulen der Vishnu-Bhakti hervorgehoben. In vielen Krishna-Tempeln Indiens wird ohne Unterlass gesungen, 24 Stunden am Tag, 7 Tage die Woche. Bhaja Govinda, Haribol, Bolo Krishna und Bhaja Gauranga sind nur wenige Beispiele, wie durch die Schriften oder den Volksmund auf den Namen Gottes aufmerksam gemacht wird. Die Schriften erklären, der Name Gottes und Gott selbst seien identisch. Wer sich in der Haltung der Bhakti dem Singen oder Sprechen widme, dem leuchte diese innere Erkenntnis auf. Das wird sphota („Aufbrechen des Wortsinnes“) genannt. Die vorher einzig wahrnehmbare Schattenhülle des Namens, der durchs Ohr gehörte Klang, ziehe sich zurück, und der ewige, reale Name mache sich aus eigener Initiative in seinem wahren Wesen erkennbar. „Das Singen hat zur Folge, dass man seine Liebe zu Krishna erweckt und göttliche Glückseligkeit (Ananda) erfährt. Schließlich erlangt man Krishna und bekommt den Nektar der liebevollen Widmung, als ob man in ein großes Meer der Liebe tauchen würde“, wird als Grund und Ziel des Singens im Chaitanya Charitamrita (3.20.14) erwähnt.
Das Brihan-naradiya Purana (38.126) betont dies durch dreifache Wiederholung: harer nama harer nama harer nama... Durch diesen Vers wird die Bedeutung des „Namens von Hari“ (ein Name Krishnas/Vishnus), für unser gegenwärtiges Zeitalter betont.

### Liebesbeziehungen zu Gott
Die Erweckung und Entfaltung der Liebe zu Gott (prema) gilt als Vollkommenheit. Daher handelt Bhakti Yoga in erster Linie von Beziehungen. Rasa (göttlicher Wohlgeschmack) ist die ewig-frische Freude der 5 Hauptbeziehungsarten in vraja (= eine in sich unbegrenzte "Örtlichkeit" innerhalb der spirituellen Welt und gilt unter den Krishna-Bhaktas als das höchste Liebesreich Gottes. Daher wird Krishna in den Schriften rasaraja, der König aller Liebesgeschmäcker, oder Akhila-rasa-amrita-murtih, das Behältnis aller Arten von Liebesgeschmack, genannt.)
Die fünf Hauptbeziehungen zu Gott:
- Shanti-bhava: Die neutrale Beziehung, die in der Gewissheit, der sie tragenden Liebe Gottes, mit tiefstem göttlichem Frieden (Shanti) erfüllt.
- Dasya-bhava: Die unermüdliche Liebe eines treuen Dieners zu seinem geliebten Herrn.
- Sakhya-bhava: Freundschaftliche Liebe. In Vraja gehören die jungen Spielkameraden zu dieser Gruppe. Durch göttlichen Einfluss vergessen diese Freunde die allmächtige Position des Herrn, damit die liebenden Gefühle der Freundschaft und Ebenbürtigkeit nicht behindert wird.
- Vatsalya-bhava: Elterliche Liebe. Krishna offenbart sich als Kind und der Bhakta ist durch göttlichen Einfluss überzeugt, er ist mein eigenes Kind, das sie liebend umsorgen. Yashoda und Nanda und auch die Ammen und Nachbarinnen in Vraja, gehören zu diesem Kreis.
- Sringara-bhava: Auch Madhurya-bhava genannt. Gottesliebe, ähnlich wie eine Ehefrau ihren Mann oder eine Geliebte ihren Geliebten liebt, ohne Absicht für persönliches Glück. Innerhalb dieser Gruppe bilden die Gopis (Kuhhirtenmädchen) in Vraja den intimsten Kreis der Gottliebenden.

Diese Beziehungen finden auf einer Ebene der Transzendenz statt, wo alle Beteiligten einen ewigen spirituellen Körper besitzen, frei vom Geist der Ausbeutung, frei von egoistischen Absichten.

### Wesen der Krishna-Bhakti
Die Vaishnavas, jene die Krishna/Vishnu oder ihre Avatare durch den Vorgang des Bhakti Yoga verehren, verstehen sich als Monotheisten. Der höchste Herr ist Einer. Nach ihrer Lehre bleibt Krishna (Gott) immer Einer, obschon er sich grenzenlos vervielfältigen kann. Dies gilt als ein Aspekt der unbegrenzten Macht und demonstriert gleichzeitig seine Fähigkeit, sich selbst der Liebe jedes Einzelnen auf vielfältigste Weise zugänglich zu machen.

## Shiva-Bhakti und Devi-Bhakti
Auch im Shivaismus und Shaktismus ist Bhakti-Yoga zu finden. In der Frühzeit der Bhakti-Bewegung war der Shivaismus stark vertreten, während spätere Gruppen und Philosophien auch stark ritualistisch und spiritualistisch ausgerichtet waren. Der populäre puranische Shivaismus enthält jedoch starke devotionale Anteile im Sinne des Bhakti-Yoga. Ab dem 12. Jahrhundert lehnte sich die Bewegung der Virashaivas oder Lingayats gegen vedisch-brahmanische Traditionen auf und bildete eine Shiva-Bhakti-Bewegung. Einige shivaitische Gruppierungen wie die Aghoris und die Gorakhnathis verehren auch ihre Stifter, die als Verkörperungen Shivas angesehen werden. Viele Gruppen, die als vishnuitisch gelten, verehren auch Shiva. Eine der größten Asketengruppen, die das Shivaratri-Fest begehen, sind die vishnuitischen Ramanandis. Noch ausgeprägter als im Shivaismus ist die Bhakti zu den Göttinnen im Shaktismus. Die Zahl der Gesänge und Hymnen, die Devi und ihren Erscheinungsformen gewidmet sind, ist umfangreich und die Verehrung der Göttin ist typologisch kaum von der Krishna-Bhakti zu unterscheiden.

## Andere Formen des klassischen Yoga
Neben dem Bhakti Yoga definiert der Hinduismus zwei weitere spirituelle Pfade, welche zu den klassischen Wegen zur Erlösung (Moksha) zählen.
- Jnana Yoga: Weg der Erkenntnis
- Karma-Yoga: Erlösung durch Taten ohne Anhänglichkeit

Manche Lehrer des Hinduismus, etwa Swami Vivekananda zählen noch einen vierten Weg dazu:
- Raja Yoga: „Königsyoga“, verbunden mit Meditation.

## Zitate
So manche kommen frei von Furcht zu mir, frei von Begehrlichkeit und Leidenschaft. Die Herzen halten sie auf mich gerichtet, und sind gereinigt durch der Liebe Feuer, und gehn beim Tode in mein Dasein ein. (Krishna in der Bhagavad Gita, 4.10)
Denke an mich, sei mein Bhakta, verehre mich und erweise mir deine Ehrerbietung. Auf diese Weise, unerschütterlich mit mir verbunden, wirst du mich, das höchste Ziel, erlangen. (Krishna in der Bhagavad Gita, 9.34)
Wer keinem Wesen Böses will und frei von Haß und Selbstsucht und barmherzig ist ... sich gänzlich mir ergibt ... der ist mir lieb. (Krishna in der Bhagavad Gita, 12.13-14)
Im Devi Bhagavata, einem wichtigen Text zu Ehren der Göttin, schließt Bhakti die Liebe zum Nächsten ein und lässt die Göttin selbst über ihren Bhakta, ihren Verehrer, sagen: Er sieht alle individuellen Seelen (jivan) in mir und liebt mich, wie er sich selbst liebt. Er macht keinen Unterschied zwischen den individuellen Seelen und mir, weil er denselben Geist in allem manifestiert sieht. (7.37.11-20)